# U-Bahn-Station Großfeldsiedlung
Großfeldsiedlung is een metrostation in het district Floridsdorf van de Oostenrijkse hoofdstad Wenen. Het station werd geopend op 2 september 2006 en wordt bediend door lijn U1. Het station is genoemd naar de woonwijk Großfeldsiedlung rond het station die tussen 1966 en 1973 werd gebouwd. Dit socialewoningbouwproject voor 30.000 inwoners en de Großfeldstraße zijn genoemd naar de vroegere naam van het gebied; Das große oder lange Feld. 

## Geschiedenis
Op 26 januari 1968 werd besloten om een metronet in Wenen aan te leggen met drie lijnen waaronder de U1 tussen Reumannplatz en Praterstern. De nadere uitwerking van het metronet, de U-Bahn-Netzvariante M uit 1970, omvatte een veel groter net met verlengingen die pas later zouden worden toegevoegd. De U1 zou daarin het noordelijke eindpunt krijgen bij station Großfeldsiedlung dat echter op ruim 700 meter van de wijk bij het kruispunt Wagramer Straße/Rautenweg was gepland. Het tracébesluit van de verlenging betekende een wijziging van het tracé uit 1970 en het station kwam midden in de wijk. 

## Ligging en inrichting
Het station ligt onder de Kürschnergasse tussen de Dopschstraße en Gitlbauergasse. Het eilandperron is met de respectievelijke toegangen in deze straten verbonden met liften en vaste trappen. Bij het station zijn ook bushaltes van de lijn 28A en 29A naar station Floridsdorf. 

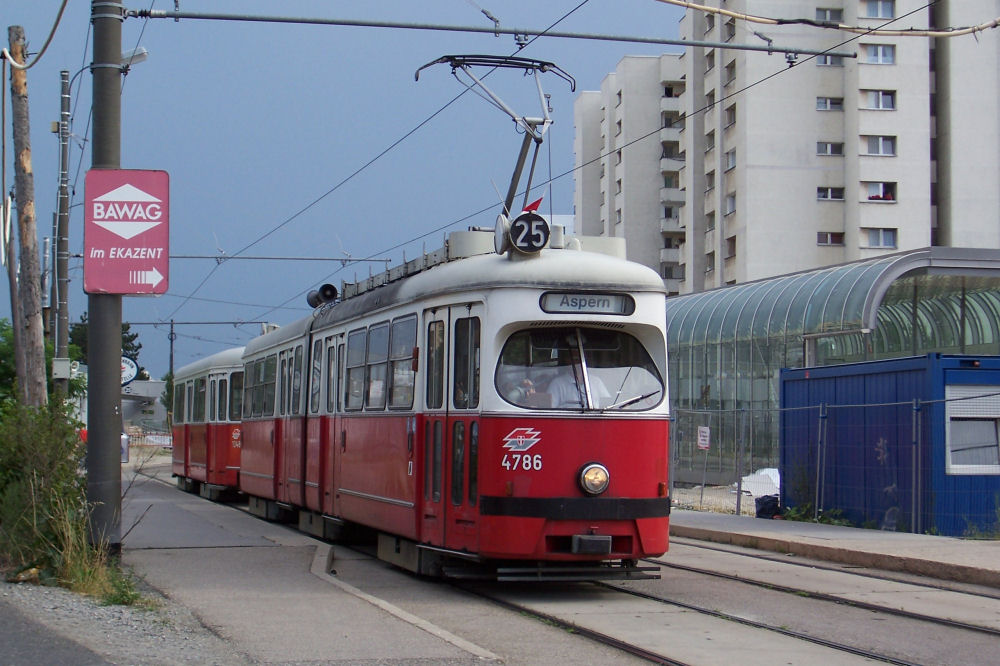
De tram in de Kürschnergasse vlak voor de opening van de vervangende metro.
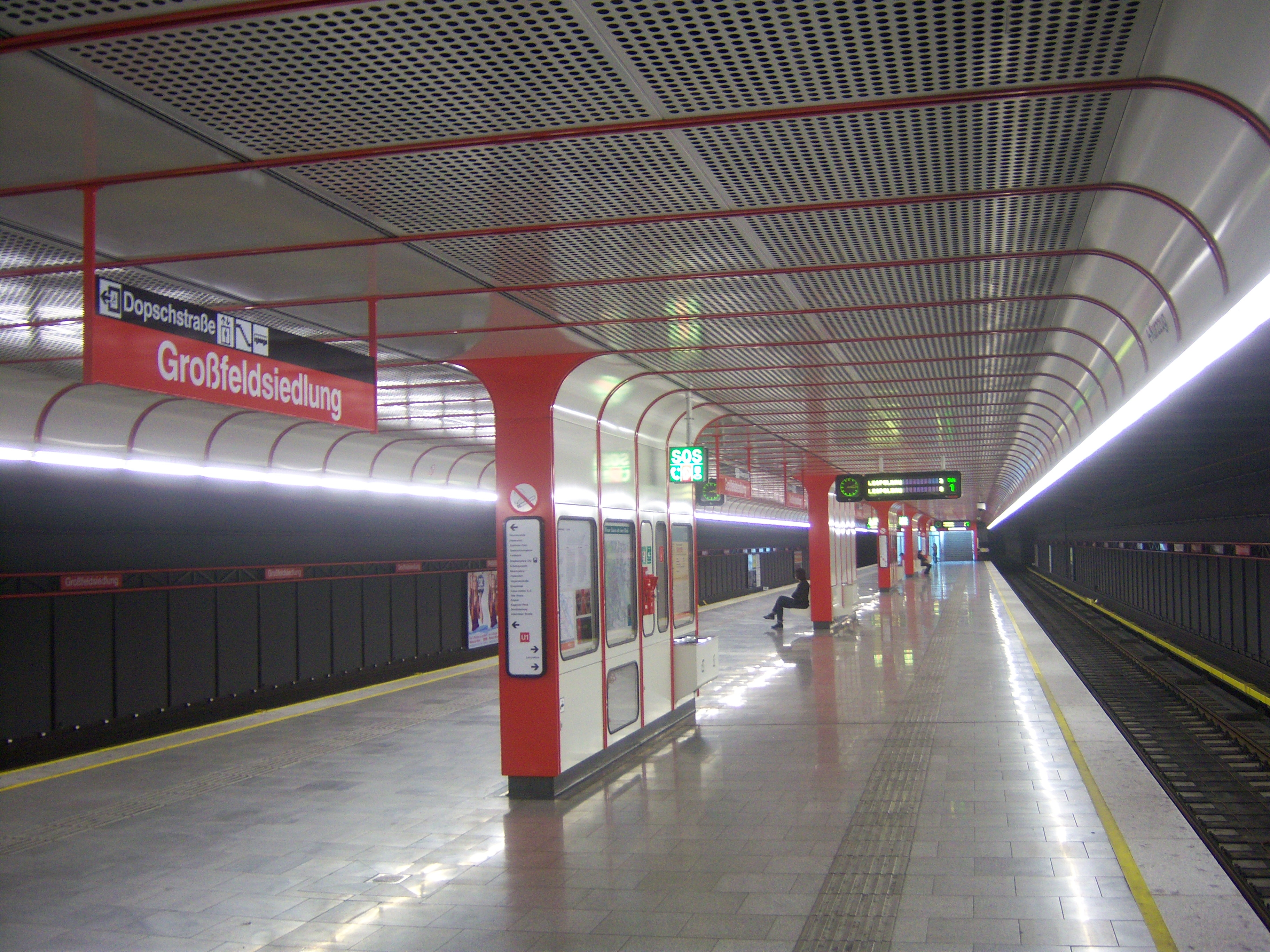
Ondergronds.
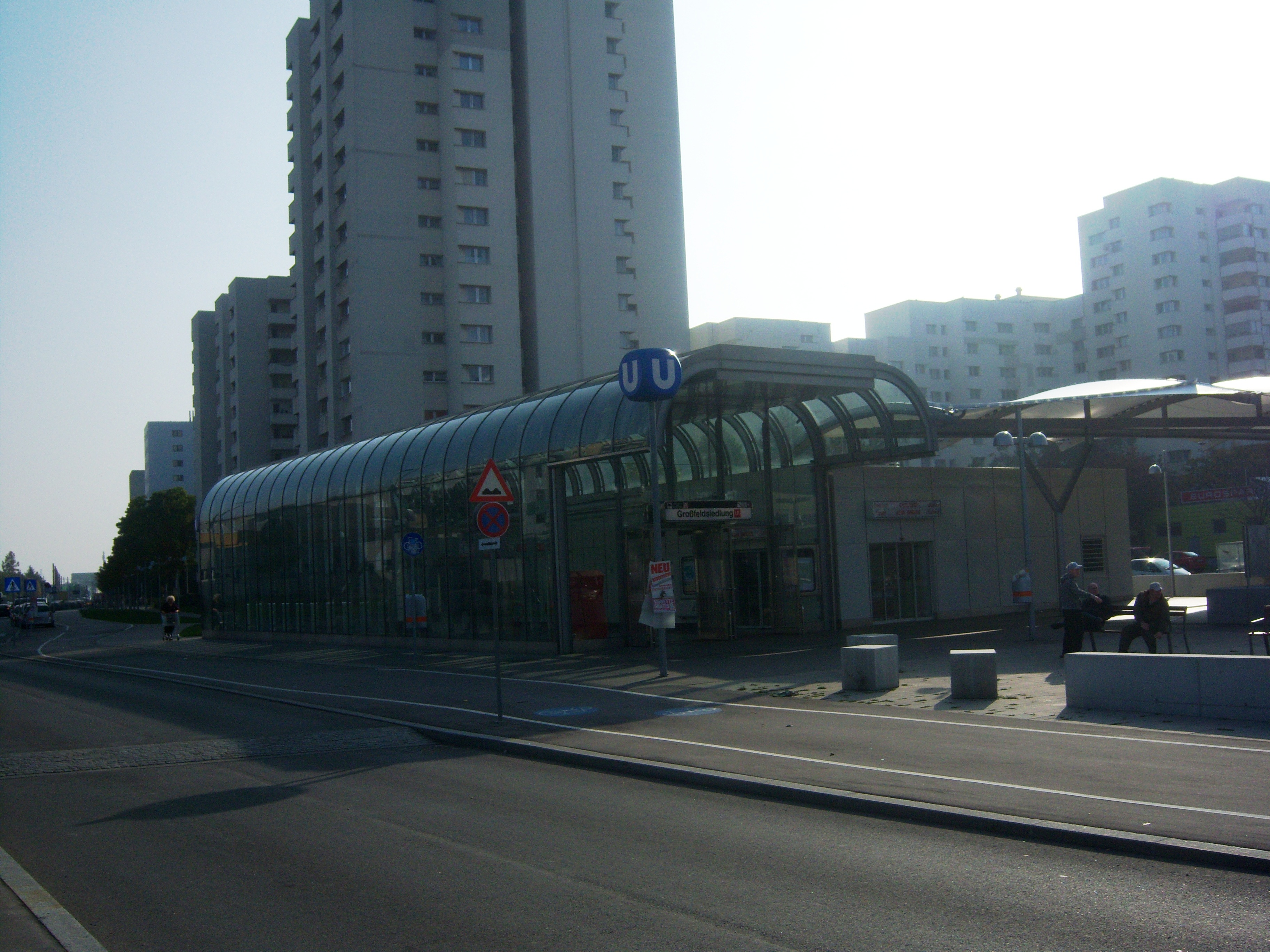
De noordelijke toegang naast het winkelcentrum.